# Средняя Слуда
Средняя Слуда — деревня в Сямженском районе Вологодской области.
Входит в состав Двиницкого сельского поселения, с точки зрения административно-территориального деления — в Двиницкий сельсовет.
Расстояние по автодороге до районного центра Сямжи — 53 км, до центра муниципального образования Самсоновской — 6 км. Ближайшие населённые пункты — Вахрушевская, Никулинская, Новая Слуда.
По переписи 2002 года население — 9 человек.